# HMS Grampus (1782)
Lo HMS Cato è stato un vascello di quarta classe da 50 cannoni in servizio tra il 1782 e il 1794 nella  Royal Navy.

## Storia

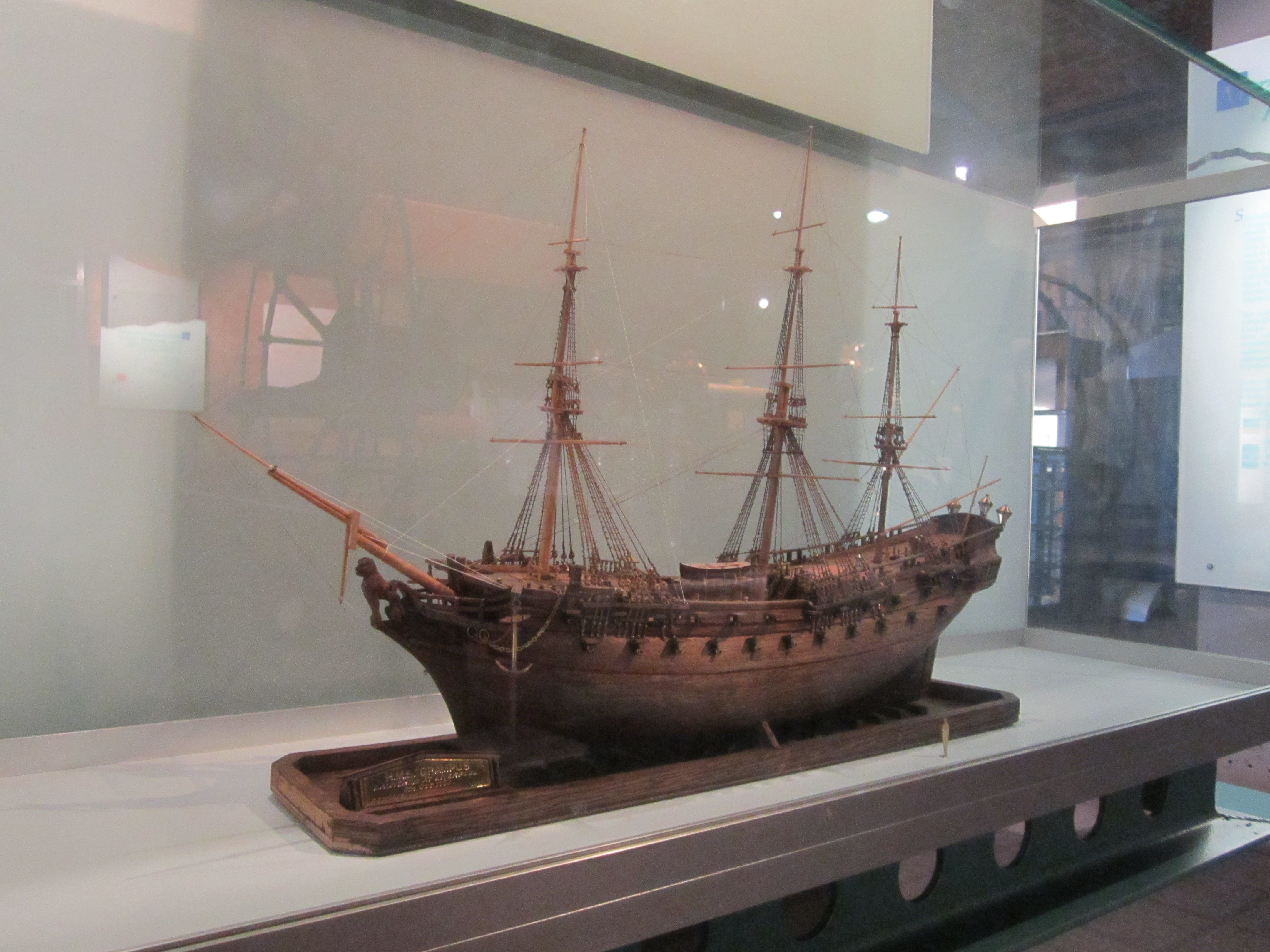
Modello dello HMS Grampus esposto al Merseyside Maritime Museum di Liverpool.

Il vascello da 50 cannoni HMS Grampus, seconda unità della omonima classe, fu costruito nel cantiere navale di Liverpool su progetto di Edward Hunt, sotto la direzione di John Fisher. L'unità venne ordinata il 15 febbraio 1780, impostata nel marzo 1781, varata l'8 ottobre 1782, e fu completata nel settembre dello stesso anno. Suo primo comandante fu il captain James Cranstoun (11 settembre 1782-31 marzo 1783). Il 16 febbraio 1783 fu trasferita a Plymouth per completare l'allestimento, entrando in servizio nel mese di agosto 1783, agli ordini del captain Edward Thomson (19 luglio 1783-23 marzo 1786). Fu poi al comando del captain George Tripp (23 marzo 1786-3 luglio 1786), e infine del captain George Gregory. Dotata di ottima velocità, durante la sua vita operativa la nave venne essenzialmente impiagata per la scorta dei convogli. Radiata per decisione dell'Ammiragliato il 18 luglio 1794, fu demolita a Depford nel mese successivo.
Un modello del vascello Grampus è in mostra presso il Merseyside Maritime Museum di Liverpool.

### Fonti
1. 1 2 3 4 5  Tree Decks.
2. 1 2 3  Gibbons 2007, p. 67.
3. 1 2  Maritime.